# Philly Lutaaya
Philly Lutaaya, född 19 oktober 1951, död 15 december 1989 i komplikationer orsakade av hiv. Han var den förste afrikanska "kändis" som erkände att han hade insjuknat i hiv. Många trodde att han gjorde det enbart för få uppmärksamhet och reklam för sin skiva, Born In Africa. Med egna ögon fick de följa hur han tynade bort framför dem. Mot läkarnas råd, turnerade han överallt i Uganda och berättade varför han såg ut som han gjorde.
Philly blev aidsaktivist under sina sista dagar. Han samarbetade med Röda Korset och spelade in en dokumentär om sina sista dagar som heter Born In Africa.
Först och främst är han firad som en pionjär när det gäller ugandisk popmusik. Han var självlärd som musiker och kunde spela trummor, gitarr, piano och trumpet. 
En av de sista låtarna han spelade in innan han dog, heter Alone and Frightened.  Låten används nu i de flesta hiv-organisationer i Afrika. Uganda har nu gjort 17 oktober till hans minnesdag som tack för att han kämpade in i det sista för att väcka uppmärksamhet om hiv och Ugandas öde.